# Ballerup Boulevard (film)
 For alternative betydninger, se Ballerup Boulevard. (Se også artikler, som begynder med Ballerup Boulevard)
Ballerup Boulevard er en dansk film fra 1986, skrevet og instrueret af Linda Wendel.

## Medvirkende
- Stine Bierlich
- Morten Grunwald
- Helle Hertz
- Pelle Koppel
- Allan Olsen
- Otto Brandenburg
- Edward Fleming
- Jens Arentzen
- Ole Ernst
- Kjeld Nørgaard
- Johnny Reimar